# Endsieg
Endsieg, njemački izraz koji u prijevodu znači Konačna pobjeda. Obično se koristi za označavanje pobjede na kraju nekog rata ili sukoba. Adolf Hitler koristio je pojam Endsieg u svojoj knjizi Mein Kampf (»Moja borba«) 1925. gdje se ironično pita je li sudbina htjela da židovski narod postigne »konačnu pobjedu«.
U 1930-im i 40-im godinama riječ je korištena u propagandi i doktrini nacističke Njemačke, s porukom da će »usprkos privremenim gubicima, Treći Reich na kraju prevladati«, a bilo kakvo kršenje lojalnosti nacističkoj ideologiji nije se smjelo tolerirati. Zazivanje konačne pobjede postalo je još očajnije 1943. kada su uspjesi savezničkih sila natjerali Njemačku na defenzivu.[nedostaje izvor] Joseph Goebbels govorio je o Endsiegu još do ožujka 1945.